# Simulium caledonense
Simulium caledonense är en tvåvingeart som beskrevs av Adler och Philip J. Currie 1986. Simulium caledonense ingår i släktet Simulium och familjen knott. Inga underarter finns listade i Catalogue of Life.